# Al-Qaïda dans la péninsule Arabique
Pour les articles homonymes, voir Aqap et Ansar al-Charia.
- Territoire contrôlé par les loyalistes.
- Territoire contrôlé par les Houthis.
- Territoire contrôlé par le Conseil de transition du Sud.
- Territoire contrôlé par la Résistance nationale yéménite.
- Territoire contrôlé par les Forces d'élite hadrami (en).

Carte de la situation actuelle de la guerre civile du Yémen.
Territoire contrôlé par les loyalistes.
Territoire contrôlé par les Houthis.
Territoire contrôlé par le Conseil de transition du Sud.
Territoire contrôlé par la Résistance nationale yéménite.
Territoire contrôlé par les.
Territoire contrôlé par Al-Qaïda dans la péninsule Arabique (AQPA).

- Territoire contrôlé par Al-Qaïda dans la péninsule Arabique (AQPA).

Al-Qaïda dans la péninsule Arabique (AQPA), qui se fait appeler Ansar al-Charia à partir de 2011 pour ses activités au Yémen, est une organisation terroriste islamiste, d'idéologie salafiste djihadiste, active principalement au Yémen et ayant une forte influence en Europe.

## Historique

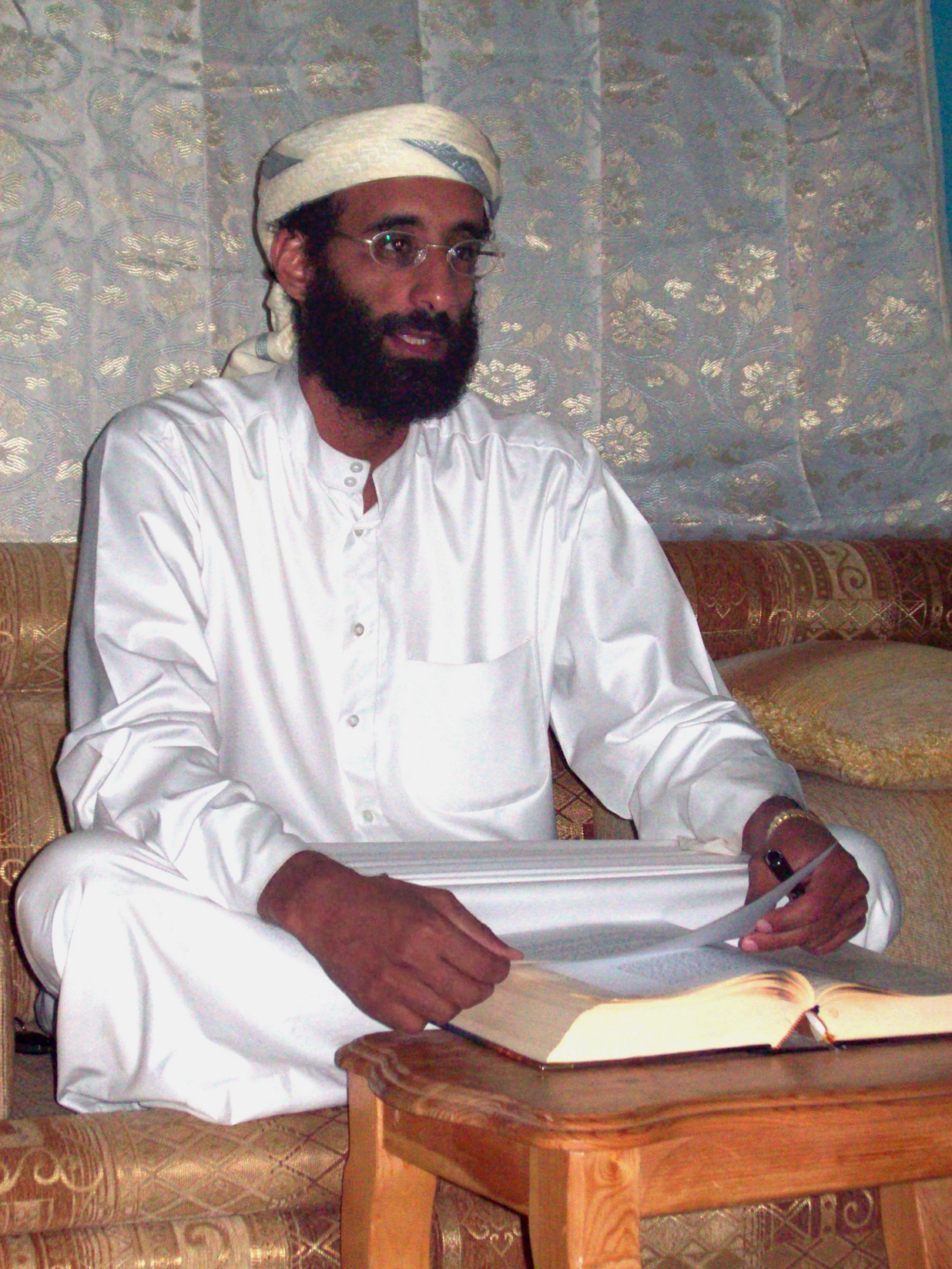
Anwar al-Awlaqi.

AQPA est issu de la fusion, en janvier 2009, des composantes saoudienne et yéménite d'Al-Qaïda et a réaffirmé son allégeance à Oussama ben Laden dont le père Mohamed, originaire du Yémen, avait émigré en Arabie saoudite.
Les militants d'Al-Qaïda en Arabie saoudite ayant été chassés du pays par le gouvernement, ils ont trouvé refuge au Yémen. AQPA est placée sur la liste officielle des organisations terroristes des États-Unis[source insuffisante] depuis le 14 décembre 2009, et sur celle de l'ONU depuis le 19 janvier 2010,.
Les objectifs d'AQPA sont similaires à ceux d'Al-Qaïda puisqu'il s'oppose à la dynastie Al Saoud qui est accusée d'avoir « autorisé les infidèles à souiller le sol sacré » de l'Arabie saoudite.
Le grand public découvre l'existence d'Al-Qaïda dans la péninsule arabique le 25 décembre 2009 lorsqu'un Nigérian, Umar Farouk Abdulmutallab, ayant séjourné au Yémen tente de faire détoner des explosifs cachés dans ses sous-vêtements lors d'un vol entre Amsterdam et Détroit.
Le 29 octobre 2010, deux colis piégés sont découverts dans des avions de fret avant leur arrivée aux États-Unis. Les colis étaient en provenance du Yémen et le 5 novembre 2010, AQPA revendique être à l'origine de ces envois.
Depuis mai 2012, et après la révolution au Yémen qui a conduit au départ du président Saleh, l'armée yéménite a entamé des offensives (en) contre Al-Qaïda ayant entraîné environ 230 morts. Le groupe islamiste, qui prenait de l'ampleur depuis la révolution du fait de la fragilisation de l'État, avait promis de se venger. Le groupe est donc soupçonné d'avoir commis l'attentat-suicide du 21 mai 2012 (en), perpétré par un soldat infiltré, et qui a causé la mort de près de 100 soldats et fait 300 blessés lors de la préparation d'un défilé militaire. 
Le 9 janvier 2015, l'organisation revendique l'attentat contre le journal Charlie Hebdo commis l'avant-veille,.
Le 31 janvier 2015, un des cadres d'AQPA, Harith Al-Nadhari est abattu par un drone, dans la province de Chabwa, dans le sud-est du Yémen.
L'organisation publie le magazine Inspire et émet des conseils à l'intention de ses sympathisants en Europe. Elle émet depuis le 13 janvier 2008 la revue Sada al-Malahim (qui signifie en arabe « L'écho des batailles »),.
En 2015, le commandement d'AQPA est décimé par les frappes de drones, de nombreux chefs sont tués. Le 9 juin 2015, Nasser Al-Wahishi, le chef d'AQPA, est tué à son tour par un drone. Sa mort est confirmée par al-Qaïda le 16 juin et Qassem al-Rimi (en) est désigné pour lui succéder.
Au cours de la guerre civile yéménite, des centaines de membres d'AQPA ont été recrutés par des milices soutenues par l'Arabie saoudite et les Émirats arabes unis, dans le but de les incorporer au front contre les Houthis.
Leur chef est tué par une frappe de drone américain le 29 janvier 2020. Sa mort est officialisée par l'organisation le 23 février 2020 et il est remplacé par Khalid Batarfi (en).
À la mi-septembre 2023, AQPA sort un exemplaire de Sada al-Malahim, dans lequel elle menace de raser une « ambassade suédoise » et d'attaquer « un ministère à Paris », au motif que la Suède et la France sont à « la tête » de « la guerre contre l'islam et les musulmans parmi les pays de l'Union européenne »,. Le gouvernement français ne réagit pas mais le ministre de l'Intérieur Gérald Darmanin fait savoir qu'il prend cette menace terroriste au sérieux.
Le 10 mars 2024, AQPA annonce la mort de son chef, Khalid Batarfi, sans en citer les causes,. Saad bin Atef al-Awlaki est nommé à sa succession,.  

## Intrusion locale
Par ailleurs, à la suite de leurs revers militaires, le groupe terroriste cherche à amadouer la population, en tissant des liens avec les tribus locales, en évitant les châtiments corporels publics, en tolérant la consommation de la drogue du khat, en payant des dédommagements aux membres des tribus tués par leurs membres et en se substituant aux services publics, comme les œuvres caritatives ou les constructions de routes.

## Violations des droits de l'homme
Le groupe terroriste a souvent enrôlé des enfants soldats.